# Sheroma Hodge
Sheroma Hodge-Philip, nata Hodge (Road Town, 2 febbraio 1985), è una modella anglo-verginiana, incoronata Miss Isole Vergini Britanniche 2010.

## Biografia
Sheroma Hodge ha frequentato l'istituto scolastico British Virgin Islands High School dal 1997 al 2002, e si è laureata in scienze naturali presso l'università H. Lavity Stoutt Community College nel 2004. Al momento dell'inocornaazione
Hodge ha partecipato a Miss Isole Vergini Britanniche, che si è tenuto a Road Town il 1º agosto 2010, in occasione del quale ha ottenuto ben sei riconoscimenti speciali, fra cui Best in Swimsuit, Best in Evening Wear, Best Intellect e Best Poise.
In quanto vincitrice del titolo di Miss Isole Vergini britanniche, la Hodge ha ottenuto la possibilità di rappresentare le Isole Vergini britanniche al concorso internazionale Miss Universo 2011, il 12 settembre 2011 a São Paulo, Brasile.